# Babesia
Babesia, de asemenea numit și Nuttallia, este un parazit apicomplex care infectează celulele roșii de sânge și care este transmis prin intermediul căpușelor. A fost descoperit de bacteriologul român Victor Babeș în 1888. De atunci, peste 100 de specii de Babesia au fost identificate.
Speciile de Babesia infectează animalele din întreaga lume, atât animalele vertebrate sălbatice cât și pe cele domestice și, ocazional, oamenii, unde provoacă boala babesiosis.